# Тонел
Анто́ниу Леоне́л Вила́р Ноге́йра Со́за, более известный как Тоне́л (порт. Antonio Leonel Vilar Nogueira Sousa; Tonel; 13 апреля 1980) — португальский футболист, центральный защитник. Тренер клуба «Униан Ламаш».

## Клубная карьера
Выступал за юношескую команду «Порту», затем за фарм-клуб. С января 2001 по июль 2004 года выступал за «Академику» из Коимбры на правах аренды, стал одним из основных игроков обороны клуба.
Летом 2004 года он перешёл в «Маритиму», его трансфер стал одной из частей сделки между клубами, в рамках которой в «Порту» из «Маритиму» пришёл Пепе. Тонел провёл успешный сезон в команде из Мадейры, вместе с голландцем Митчеллом ван дер Гаагом сформировав связку в центре обороны и став одним из ведущих игроков команды, сыграл в 28 играх чемпионата и забил один гол, 25 сентября 2004 года в домашней встрече с «Боавиштой» (2:1).
В июле 2005 года подписал трехлетний контракт с лиссабонским «Спортингом», сумма трансфера составила 500 тыс. евро. Вскоре продлил контракт со «львами» до 2011 года. Он забил в общей сложности пять мячей в сезоне 2007/08, в том числе один в Лиге чемпионов, когда «Спортинг» обыграл «Динамо» (Киев) со счётом 2:1.
В конце октября 2008 года получил травму в игре с «Пасушем», после чего надолго потерял место в составе, уступив его молодому Даниэлу Каррису.

## Выступления за сборную
Тонел дебютировал за сборную 15 ноября 2006 года в отборочном матче Евро-2008 против Казахстана в Коимбре, на поле провёл 77 минут, матч закончился победой португальцев со счётом 3:0. Второй раз вышел на поле в матче сборной спустя более чем три года после первого, 3 марта 2010 года, заменив получившего травму Рикарду Карвалью на последней минуте товарищеского матча с Китаем (2:0).

## Достижения
- Обладатель Кубка Португалии: 2006/07, 2007/08
- Обладатель Суперкубка Португалии: 2007, 2008
- Чемпион Хорватии: 2011/12
- Обладатель Кубка Хорватии: 2011/12